# Pablo Vitti
Pablo Ernesto Vitti (Rosário, 9 de julho de 1985) é um ex-futebolista argentino que atuava como atacante.